# Klášter augustiniánů (Praha)
Klášter obutých augustiniánů při kostele sv. Tomáše v Praze na Malé Straně je nejstarší augustiniánský klášter v Česku. Objekt kláštera s kostelem je chráněn jako kulturní památka.

## Historie

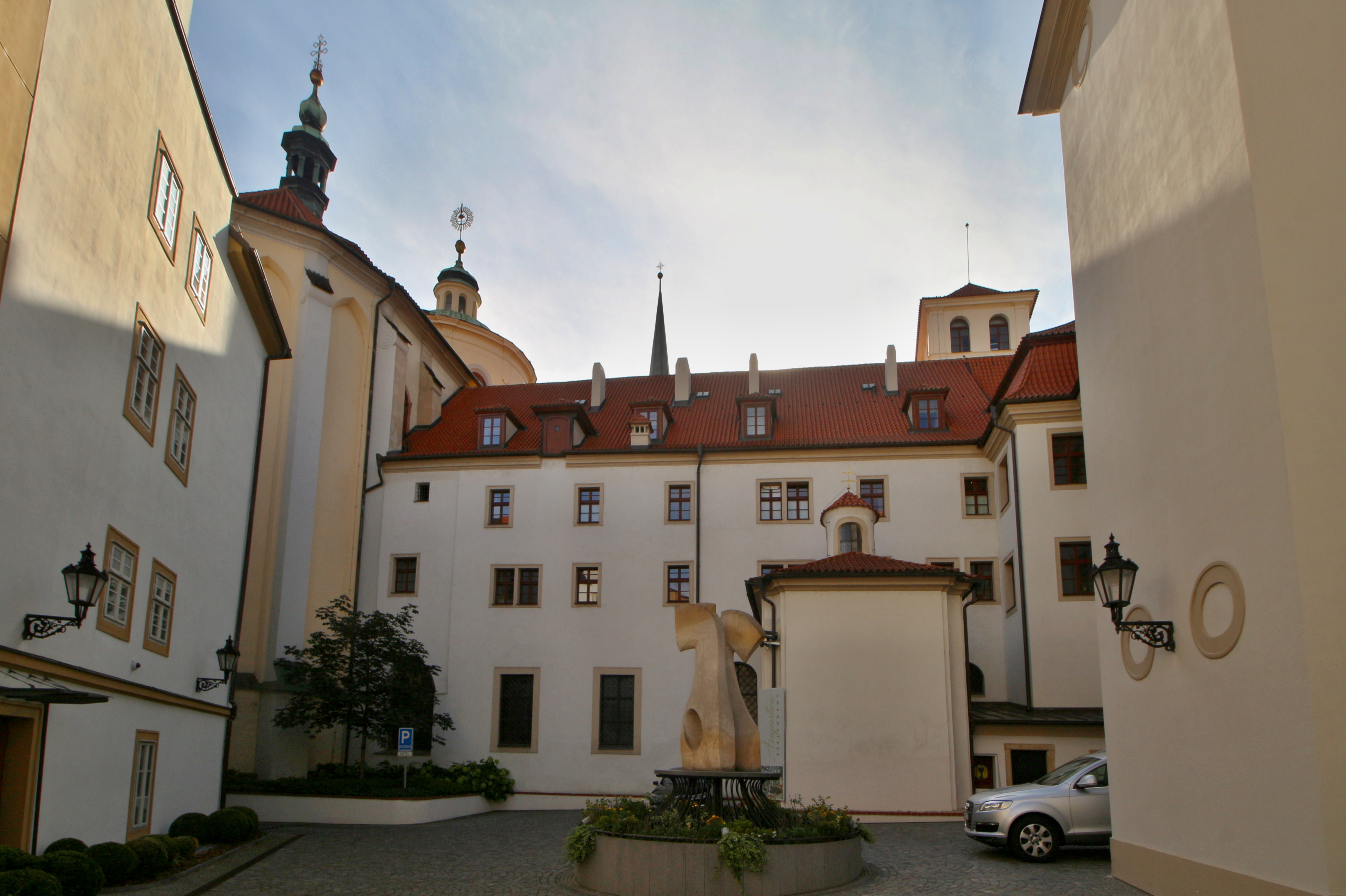
Nádvoří kláštera

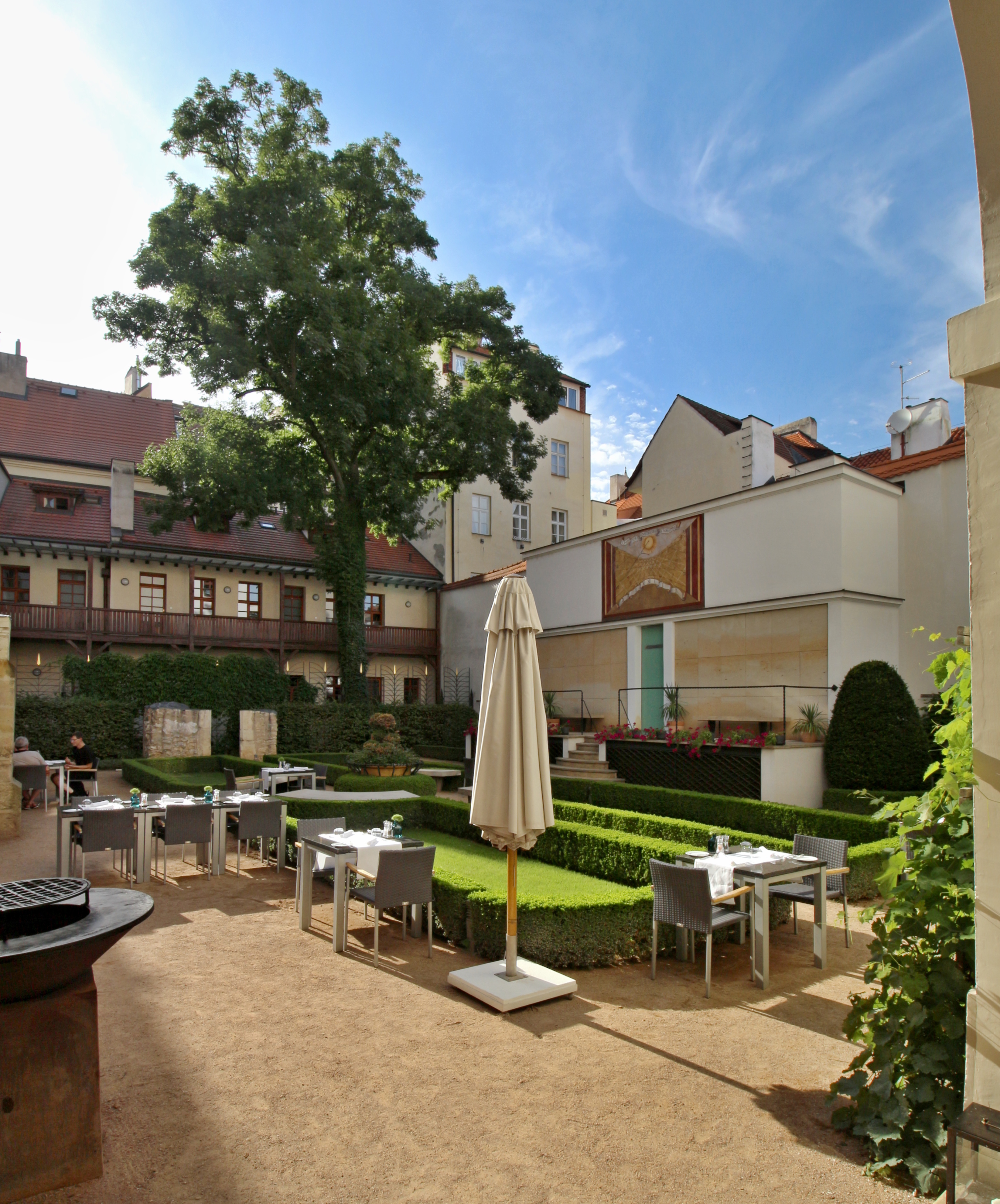
Rajský dvůr kláštera

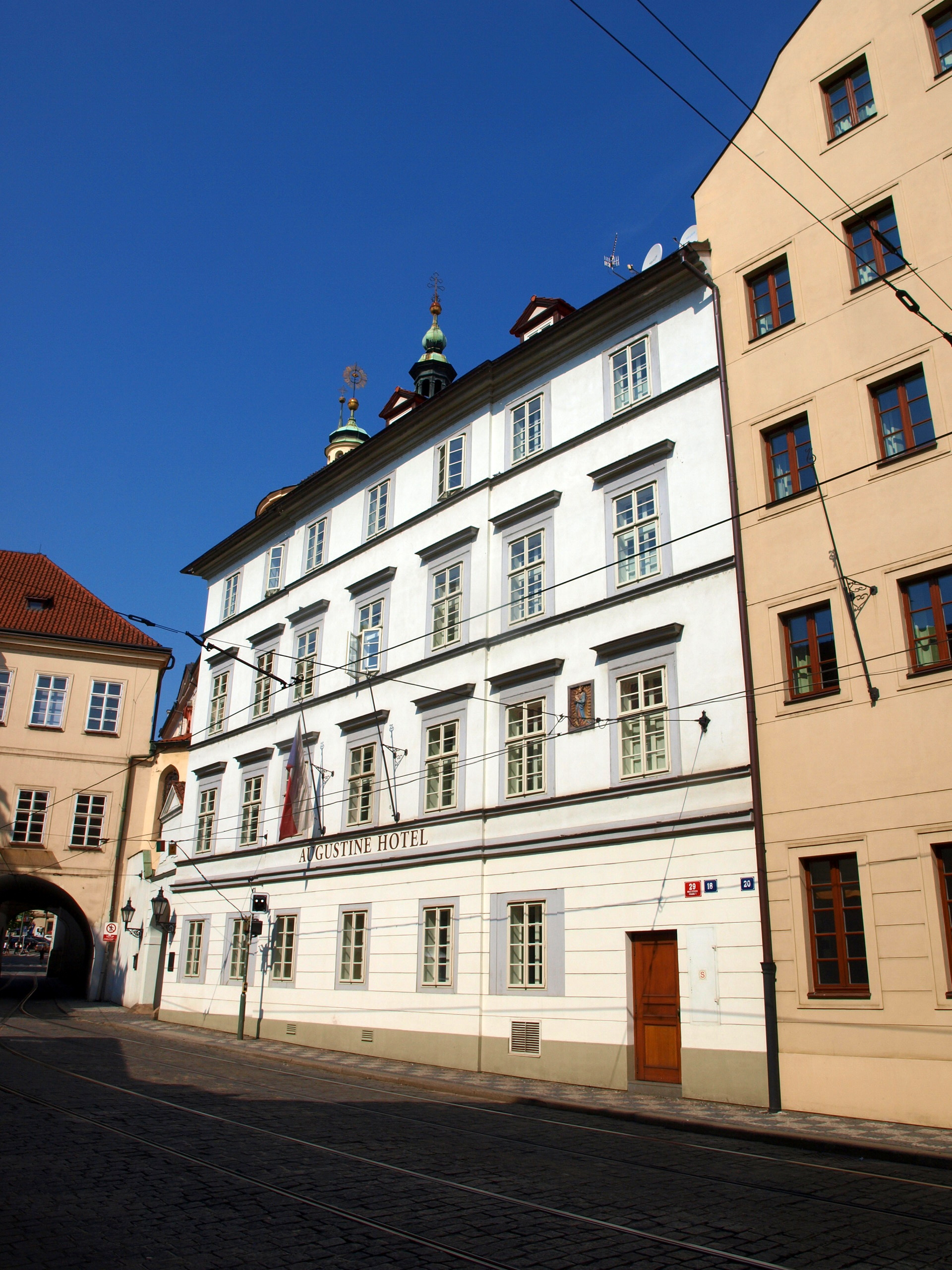
Augustiniánský klášter z Letenské ulice

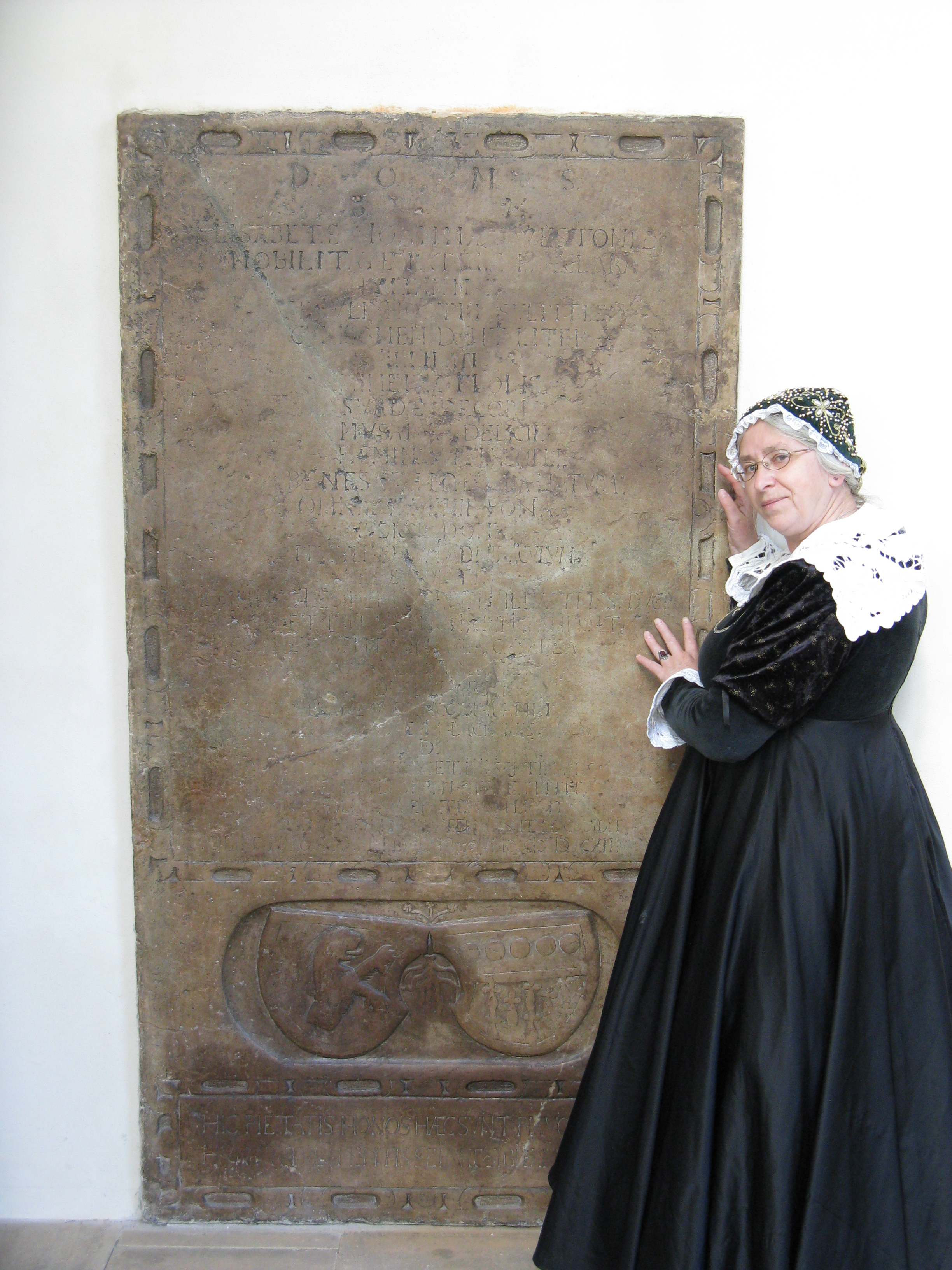
Náhrobek Alžběty Jany Vestonie v klášteře

Klášter založil v roce 1285 král Václav II. „pro spásu duše svého otce“ (Přemysla Otakara II.) a povolal do něj augustiniány. Konvent byl založen při starším kostelíku, který původně patřil břevnovským benediktinům. Svěcení nového trojlodního kostela proběhlo až po téměř sto letech, roku 1379.
V roce 1420 se stal klášter cílem útoků Pražanů sympatizujících s husitstvím, kteří vyhnali řeholníky, a klášterní areál vyrabovali a vypálili. Augustiniáni se na Malou Stranu vrátili v polovině 15. století, obnova kláštera však postupovala velmi pomalu. Roku 1551 proběhly opravy ve stylu renesance. Roku 1603 byla v klášteře vybudována knihovna. Za stavovského povstání v roce 1618 si direktoři na klášteře vynutili poskytnutí financí na vyplacení žoldu vojsku a zabrali klášterní majetek. Ten byl řeholníkům vrácen v roce 1620. V roce 1623 koupil některé pozemky kláštera Albrecht z Valdštejna, který si na Malé Straně budoval palác (převorem kláštera byl tehdy Paulus Konopeus, Valdštejnův přítel, který později působil ve Valdštejnem založeném klášteře v České Lípě).
Za třicetileté války, při obsazení Malé Strany Švédy, vojáci generála Königsmarka vykradli klášterní knihovnu a knihy odvezli.
V roce 1637 byly pro klášterní kostel objednány obrazy Petera Paula Rubense. Další stavební aktivity probíhaly pak od 50. let 17. století. Od roku 1728 pak probíhala rozsáhlá barokizace celého areálu podle projektu Kiliána Ignáce Dientzenhofera. Tato přestavba v podstatě dala klášteru dnešní podobu.
Klášter fungoval až do jara 1950 kdy byl v rámci Akce K násilně zlikvidován.

## Současnost kláštera
Řeholníci se do objektu mohli vrátit až po roce 1990. Klášter se stal centrem české provincie augustiniánského řádu. Kostel sv. Tomáše je farním pro celou Malou Stranu, funguje při něm i anglicko- a španělskojazyčná duchovní správa. Klášter je domovem malé augustiniánské komunity, a je s ním spojena také celá řada aktivit pro veřejnost (např. jazykové kurzy). Každoročně v dubnu bývá organizován tzv. Augustiniánský týden (přednášky o tématech souvisejících s osobou sv. Augustina a s augustiniánským řádem a doprovodný program).
V současné době část kláštera slouží jako luxusní hotel (Augustine, a Luxury Collection Hotel Prague).

## Osobnosti spjaté s klášterem
- Václav Hájek z Libočan (působil při kostele sv. Tomáše jako kazatel)
- Paulus Konopeus (převor, pozdější představený řádového gymnázia při klášteře v České Lípě)
- Alžběta Johana Vestonie (nevlastní dcera alchymisty Edwarda Kelleyho)
- Ulrico Aostalli de Sala (významný architekt) roku 1597 a byl pochován ve východním křídle ambitu kláštera.[2]
- Paulus Sladek (duchovní správce pražských vysokoškoláků za první republiky)
- Augustin Schubert (převor, oběť nacismu, probíhá proces jeho beatifikace)
- Vojtěch Alois Primes (provinciál české provincie augustiniánů)
- Vít Václav Mareček (provinciál české provincie augustiniánů)
- Juan Ignacio Provecho Lopez (provinciál-delegát české provincie augustiniánů)